# Judici de Paris
|  | Aquest article tracta sobre l'episodi mitològic. Vegeu-ne altres significats a «Judici de Paris (desambiguació)». |

El Judici de Paris és un episodi de la mitologia grecoromana antiga estretament relacionat amb el relat mític de la guerra de Troia.

## El relat
Zeus va organitzar un banquet de boda arran del casament de Peleu i Tetis. Durant el banquet Eris (la deessa de la discòrdia) va irrompre al mig de la sala i enfurismada per no haver estat convidada va llençar una poma daurada (la poma de la discòrdia) que portava escrit per a la deessa més bella. Això va provocar la disputa entre Hera, Afrodita i Atena, ja que les tres deesses es creien mereixedores del premi.
Zeus no es va atrevir a intervenir en la disputa i va decidir que un mortal determinés quina de les tres deesses era la més bella. El mortal designat va ser Paris, príncep de Troia.
Hermes, el missatger dels déus, presentà les tres dees a Paris i li proposà el dilema. Per subornar-lo, Hera li oferí de ser un governant poderós; Atena li prometé fama militar, i Afrodita, que aconseguiria la dona més bella de la terra: Helena, filla adoptiva de Tindàreu i esposa de Menelau, que vivia a Esparta. El jove Paris elegí Afrodita, que alhora es convertí en protectora seva, i les altres dues deïtats juraren venjança. La seva decisió acabaria desencadenant, sense ell sospitar-ho, la guerra de Troia

## Repercussió en l'art, la literatura i la música
Són nombrosos els pintors que han representat el tema, com ara Botticelli, Cranach, Rafael, Rubens, Watteau o Simonet
En l'àmbit de la literatura, et tema ja és present en la literatura catalana medieval. Ramon Llull s'hi refereix a l'Arbre exemplifical i Joan Rois de Corella és autor de Lo juí de Paris,
En l'àmbit de la música es pot esmentar el llibret d'una òpera escrit per William Congreve. També hi fa referència Il più bel nome, d'Antonio Caldara.